# Indie na Mistrzostwach Świata w Lekkoatletyce 2011
Indie na Mistrzostwach Świata w Lekkoatletyce 2011 były reprezentowane przez 8 zawodników.

## Wyniki reprezentantów Indii

### Mężczyźni

#### Konkurencje biegowe
| Konkurencja   | Zawodnik         | Finał    | Finał   |
| Konkurencja   | Zawodnik         | Rezultat | Pozycja |
| ------------- | ---------------- | -------- | ------- |
| chód na 20 km | Gurmeet Singh    | 1:26:34  | 30.     |
| chód na 20 km | Babubhai Panocha | 1:26:53  | 31.     |

#### Konkurencje techniczne
| Konkurencja    | Zawodnik           | Eliminacje | Eliminacje | Finał    | Finał   |
| Konkurencja    | Zawodnik           | Rezultat   | Pozycja    | Rezultat | Pozycja |
| -------------- | ------------------ | ---------- | ---------- | -------- | ------- |
| trójskok       | Renjith Maheshwary | DNS        | DNS        |          |         |
| pchnięcie kulą | Om Prakash Singh   | 19,29 m    | 23.        |          |         |
| rzut dyskiem   | Vikas Gowda        | 63,99 m    | 8. q       | 64,05 m  | 7.      |

### Kobiety

#### Konkurencje biegowe
| Konkurencja | Zawodnik   | Eliminacje | Eliminacje | Półfinał     | Półfinał | Finał    | Finał   |
| Konkurencja | Zawodnik   | Rezultat   | Pozycja    | Rezultat     | Pozycja  | Rezultat | Pozycja |
| ----------- | ---------- | ---------- | ---------- | ------------ | -------- | -------- | ------- |
| 800 m       | Tintu Luka | 2:01.89    | 6. q       | 2:00.95 (SB) | 6.       |          |         |

#### Konkurencje techniczne
| Konkurencja  | Zawodnik       | Eliminacje | Eliminacje | Finał    | Finał   |
| Konkurencja  | Zawodnik       | Rezultat   | Pozycja    | Rezultat | Pozycja |
| ------------ | -------------- | ---------- | ---------- | -------- | ------- |
| skok w dal   | Mayookha Johny | 6,53 m     | 10. q      | 6,37 m   | 9.      |
| trójskok     | Mayookha Johny | 13,99 m    | 19.        |          |         |
| rzut dyskiem | Harwant Kaur   | 56,49 m    | 21.        |          |         |